# ألكسندر شوليتش
ألكسندر شوليتش (مواليد 29 يناير 1983 في رييكا، يوغوسلافيا) هو لاعب كرة قدم كرواتي سابق كان يجيد اللعب في مركز الوسط المحوري وبدرجة أقل الوسط المدافع والوسط المهاجم.

## روابط خارجية
- ألكسندر شوليتش على موقع قاعدة بيانات كرة القدم.إي يو (الإنجليزية)
- ألكسندر شوليتش على موقع Soccerway.com (الإنجليزية)
- ألكسندر شوليتش على موقع عالم كرة القدم.نت (الإنجليزية)